# Tight Connection to My Heart (Has Anybody Seen My Love)
Tight Connection to My Heart (Has Anybody Seen My Love) è un singolo di Bob Dylan pubblicato nel 1985 e tratto dall'album Empire Burlesque. La canzone si rivelò un successo da classifica in Nuova Zelanda e Belgio. Una versione preliminare, intitolata Someone's Got a Hold of My Heart, fu registrata da Dylan nel 1983 durante le sessioni per Infidels, ma non venne inclusa nella versione definitiva dell'album; apparve in seguito nella compilation The Bootleg Series Volumes 1-3 (Rare & Unreleased) 1961-1991.

## Formazione
- Bob Dylan – tastiere, voce
- Mick Taylor – chitarra
- Ted Perlman – chitarra
- Robbie Shakespeare – basso
- Sly Dunbar – batteria
- Carol Dennis – cori
- Queen Esther Marrow – cori
- Peggi Blu – cori